# The Other Side (Grimm)
The Other Side es el octavo episodio de la segunda temporada de la serie de televisión estadounidense de drama/policíaco/sobrenatural/Fantasía oscura; Grimm. El guion principal del episodio fue escrito por William Bigelow, y la dirección general estuvo a cargo de Eric Laneuville. 
El episodio se transmitió originalmente el 19 de octubre del año 2012 por la cadena de televisión NBC. Mientras que en América Latina el episodio se estrenó el 5 de noviembre del mismo año por el canal Universal Channel.
En este episodio Nick y Hank tienen que encontrar la manera de detener a un asesino que está acabando con estudiantes competidores de un maratón académico. Mientras tanto el capitán Renard decide buscar la ayuda de Monroe para encontrar una forma de detener sus cada vez más descontrolados sentimientos artificiales por Juliette.  

## Argumento
Juliette decide acompañar a Nick a una conmemoración dedicada al capitán Renard en un intento de los dos por continuar con sus actividades como novios. Luego de que el policía obtiene su premio, Nick, Hank y Wu reciben una llamada para investigar el homicidio de un adolescente. Dado que Nick tiene que ir a la escena, Renard se ofrece voluntariamente para llevar a Juliette a su hogar. Sin embargo en el momento en que la veterinaria entra a su hogar para ducharse, Renard se escabulle en la casa y con grandes esfuerzos de resistencia consigue dejar el hogar y descargar accidentalmente su potencia en un pepenador. 
Al día siguiente Renard busca ayuda en la tienda especias en un intento por terminar con su problema de forma rápida y discreta antes de que escale a consecuencias más altas. Allí termina siendo atendido por Monroe, sin imaginarse que el Blutbad es un aliado Wesen del Grimm que tiene bajo sus manipulaciones y extraños planes. Monroe le afirma que para empezar el tratamiento es importante aplicárselo a las dos personas involucradas, lo que provoca el descontento de Renard que se ve relativamente molesto de poder solucionar sus problemas solo.
En viena, Adalind le hace una visita a Eric Renard, donde los dos terminan conversando sobre los orígenes del capitán Renard y de las cosas que tienen en común al ser enemigos del Grimm que les ha arruinado sus planes.
Mientras tanto en Portland, Nick y Hank realizan la investigación del homicidio de Brandon Kingston, un estudiante competidor de un maratón académico. Mientras los dos realizan papeleo en la comisaría, Wu aparece para presentarles al nuevo pasante del negocio: Ryan Smulson, un joven con una gran admiración por Nick y Hank. Los detectives deciden realizarle una visita a los amigos de Brandon para descartar a los sospechosos, pero no consiguen mucha información. Cuando los dos salen en busca de más pistas, son confrontados por el entrenador Aker, quien en medio de su ira por la muerte de Brandon, se transforma en Lowen; esto provoca que Nick sospeche del wesen. 
Dos de los amigos del fallecido, Pierce y Jenny deciden verse en el estadio de la escuela para hablar sobre lo acontecido a su amigo, pero cuando la última llega al lugar, esta termina siendo atacada por el mismo asesino de Brandon.
Horas después del descubrimiento del cadáver de Jenny. Nick descubre un reloj de Pierce en la mano de Jenny, poniendo al chico como un sospechoso. Nick y Hank deducen que Pierce es un Lowen y para comprobarlo, provocan al muchacho con sus sospechas sobre el homicidio de Jenny. Sin embargo Pierce y su madre la Dra. Higgins se transforman en Wesen con apariencia de tortugas, que Nick no reconoce. A consecuencia de esto, los dos detectives investigan en el tráiler de la tía Marie y descubren que se enfrentan a Gennio Innocuo, una especie de wesen inteligentes pero inofensivos.
En el hogar de los Higgins, la Sra, Higgins recibe una llamada del entrenador Anker, quien le informa que con el deceso de dos competidores la competencia será cancelada. En el momento en que Pierce escucha la noticia, este se enfurece y al parecer se queda con las ganas de hacer algo al respecto. Por otra parte Nick y Hank deciden confrontar a Anker dado que es un wesen que si puede matar. No obstante para cuando los detectives llegan al lugar del wesen, estos encuentran el cadáver mutilado del mismo.
De regreso en la casa de los Higgins, Pierce descubre un poco de ropa ensangrentada en la lavadora, lo que provoca que el muchacho se asuste y busque la ayuda de Nick al llamarlo por teléfono. La llamada es interrumpida por la Sra. Higgins, quien se disculpa con su hijo, explicándole que es la responsable del mal por el que está pasando: ella modificó el ADN de su hijo para permitirle convertirse tanto en un inteligente pero débil gennio innocuo como en un feroz y competitivo Lowen. Confundido por las confesiones de su madre, Pierce pierde el control, se transforma en un Lowen y procede a atacar a su madre; sin embargo es detenido a tiempo por Nick. El muchacho se aprovecha de un descuido de los detectives para escapar y tratar de suicidarse, pero vuelve a ser detenido por Nick. Pierce termina siendo enviado a la cárcel, lugar donde deja salir a flote su personalidad de Lowen para defenderse de los demás prisioneros.
Renard decide visitar nuevamente la tienda de especias para descubrir si Monroe ha encontrado una cura para su condición. A lo que Monroe contesta que si, pero sigue necesitando de la presencia de la segunda persona involucrada y advierte que si el problema no se atiende rápido, este podría causar problemas para los afectados y cualquiera que se cruce en su camino.

## Elenco

### Principal
- David Giuntoli como Nick Burkhardt.
- Russell Hornsby como Hank Griffin.
- Bitsie Tulloch como Juliette Silverton.
- Silas Weir Mitchell como Monroe.
- Sasha Roiz como el capitán Renard.
- Reggie Lee como el sargento Wu.

## Producción
La frase tradicional al comienzo del episodio es parte del reconocido cuento "las aventuras de pinocho".  

### Actuación
Bree Turner, quien interpreta a Rosalee Calvert, no aparece en este episodio y no fue acreditada. 

### Continuidad
- El episodio confirma que dos especies de Wesen pueden estar en un solo ser.
- Eric Renard confirma que su hermanastro es el hijo de una madre hexenbiest.
- El episodio introduce a Ryan Smulson.

## Recepción

### Audiencia
En el día de su transmisión original en los Estados Unidos por la NBC, el episodio fue visto por un total de 5.030.000 de telespectadores. No obstante el total de personas que vieron el episodio fue de 7.790.000 personas.

### Crítica
El episodio ha recibido críticas mixtas entre los críticos y los fanáticos de la serie:
Emily Rome de Entertainment Weekly, comento algunas observaciones regulares del episodio. Por un lado le gusto la química ocurrida entre los personajes de Monroe y Renard: "Es muy bueno verlos juntos-la torpeza de Monroe choca con la ignorancia de Renard y su seriedad. Y Renard esta tan incomodo y avergonzado por la situación. Casi pueden verlo estallar. Es un desastre real." También se mostró interesada por la trama de Adalind y su encuentro con Eric Renard: "No está claro que trama saldrá de estos dos, pero su deseo compartido de que algo no anda bien tanto con Nick como Renard no puede significar algo bueno".
Kevin McFarland de AV Club le dio a episodio una C+ en una categoría de la A a la F criticando la forma en la que el episodio no le hizo justicia a la frase del comienzo: "No he visto el episodio de Once Upon a Time que contó la historia de pinocho, pero no creo que sea una exageración decir que Grimm desperdicio su oportunidad con la popular historia". Sin embargo también dio sus opiniones sobre los temas tratados en el episodio: "Mientras un nuevo concepto es introducido en el mundo Grimm, lo encuentro muy interesante. Mezclar la tecnología moderna de la modificación de genes con el folclore y lo místico ofrece muchas posibilidad intrigantes. Agregarlo a la simple trama de un estudiante matando a sus rivales-es decir, esto no es algo nuevo. Incluso ¡Oye, Arnold! le dio un giro de tuerca al presentar a Helga consiguiendo el papel de Julieta en Romeo y Julieta, y el caso de la semana solo ofrece detalles convincentes".